# Station Krościenko
Station Krościenko is een spoorwegstation in de Poolse plaats Krościenko.